# Literatura juninense
La Literatura juninense  es parte de la cultura andina, quechua, incaica o tahuantinsuyana se caracterizó por ser oral como lo fueron los quechuas-wankas y recién desde la época de la conquista se pueden tener indicios de la literatura antigua como con Amaru Aranway. Pero con las lenguas momatsiguengas, amuéshas, piru, caquinte y otras ya extintas siguen siendo parte del contar de manera oral.
Principales autores que destacan con sus obras, en la literatura de Junín son:

## Tradición quechua

### Siglo XX
A principios del siglo XX Vienrich publica Azucenas Quechuas (Tarmap Pacha Huaray) y Apologos Quechuas (Tarmap Pachahuarainin), Silabario tarmeño, entre otras de sus obras de fábulas, mitos y leyendas de tradición oral.
- Adolfo Vienrich (1867 - 1908): Fue escritor, folclorista e indeginista tarmeño. Sus obras[7][8] destacadas son: Azucenas quechuas (Tarmap Pacha Huaray) (1905); Tarmapap Pachahuarainin (Fábulas quechuas) (1906); Apologos quechuas (1906) entre otros.

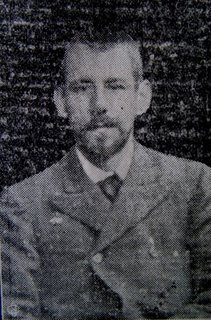
El limeñotarmense Adolfo Vienrich es uno de los principales exponentes de la literatura quechua-castellana

#### Generación de 1920/30/40
- José Gálvez Barrenechea (1885-1957): su obra.- Oda Pindárica a Grau

- Juan Parra del Riego (1894-1925): su obra.- Polirritmos (1922).[9]

## Generación de los '60

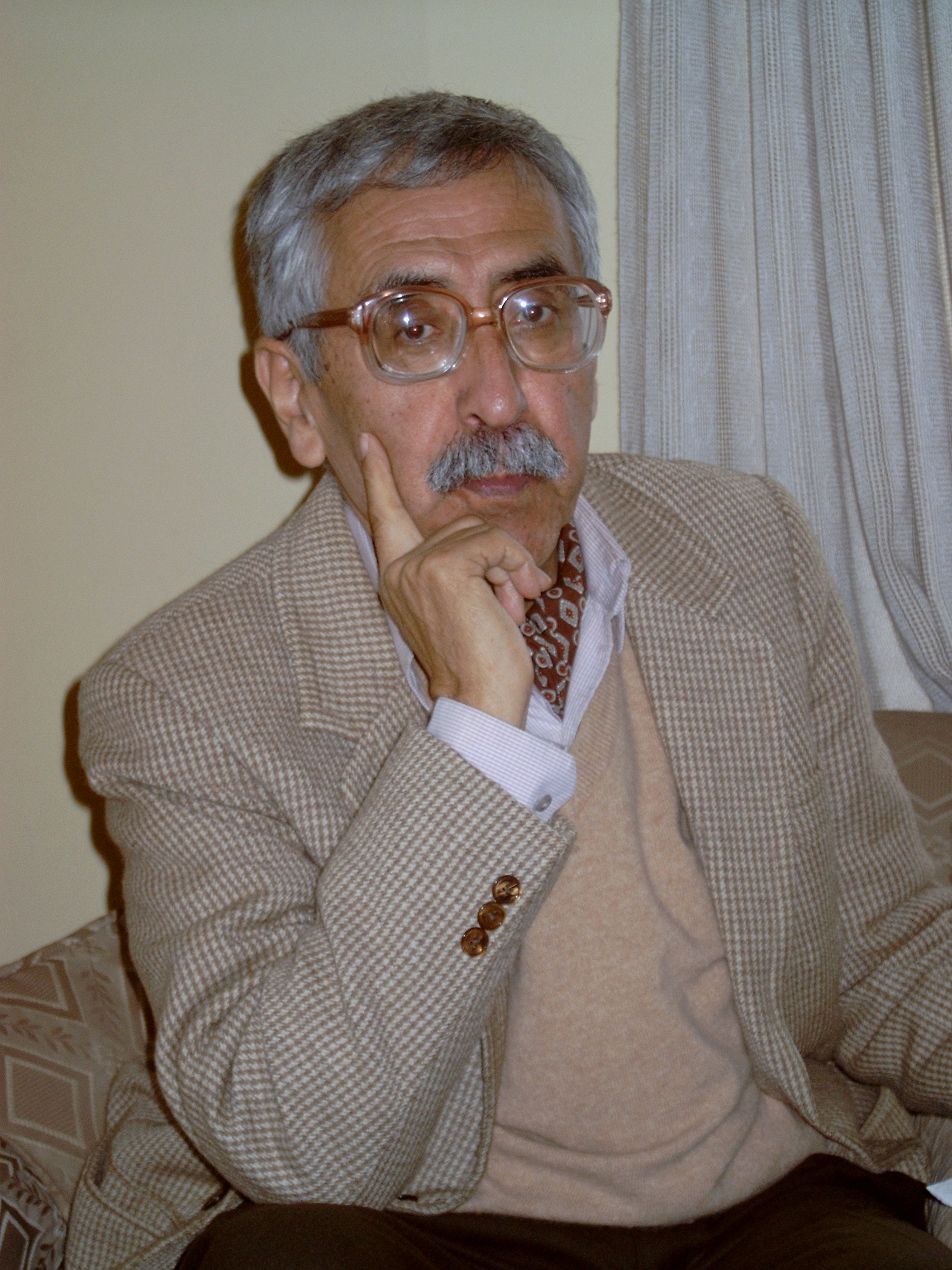
El jaujense Edgardo Rivera Martínez autor de País de Jauja.

- Edgardo Rivera Martínez: (1933 - 2018) Jauja, fue un escritor destacado de Junín, sus novelas más notables son País de Jauja (novela) (1993); Libro del amor y las profecías (1999); Diario de Santa María (2008) y A la luz del amanecer (2012). Los cuentos que publicó fueron El unicornio (1963); El visitante (1974); Azurita (1978) y su obra de poesía Casa de Jauja. También publicó Crónicas de viajes y estampas, Antologías de trabajos de investigación y Artículos. Del 2000 hasta fallecer en 2018 presidió como miembro de la Academia Peruana de la Lengua española. En 2012 obtuvo el premio Casa de la literatura peruana[10] y en 2013 el premio nacional de literatura.

- Serafín Delmar: (1901 - 1980) Nació en Huancayo, fue escritor, poeta y periodista. Sus escritos como novelas está La tierra es el hombre editado en 1941. En poesía sus obras están Los espejos envenenados (1926); El año trágico (1940). Entre sus cuentos: Sol, están destruyendo a tus hijos (1941), crónicas entre otros.
- Eleodoro Vargas Vicuña: (1924 - 1997) Nació en Pasco pero de padres tarmeños, sus escritos tratan sobre Tarma donde creció y sus obras más importantes son Ñahuín, Taita Cristo y El cristal con que se mira, etc.[11]

- Carlos Villanes (1945 - 2020) Nació en Yauli, sus principales obras publicadas son Los dioses tutelares de los Huancas y La flagelación de Toribio Cangalaya[12]

#### Generación de 1980 y '90

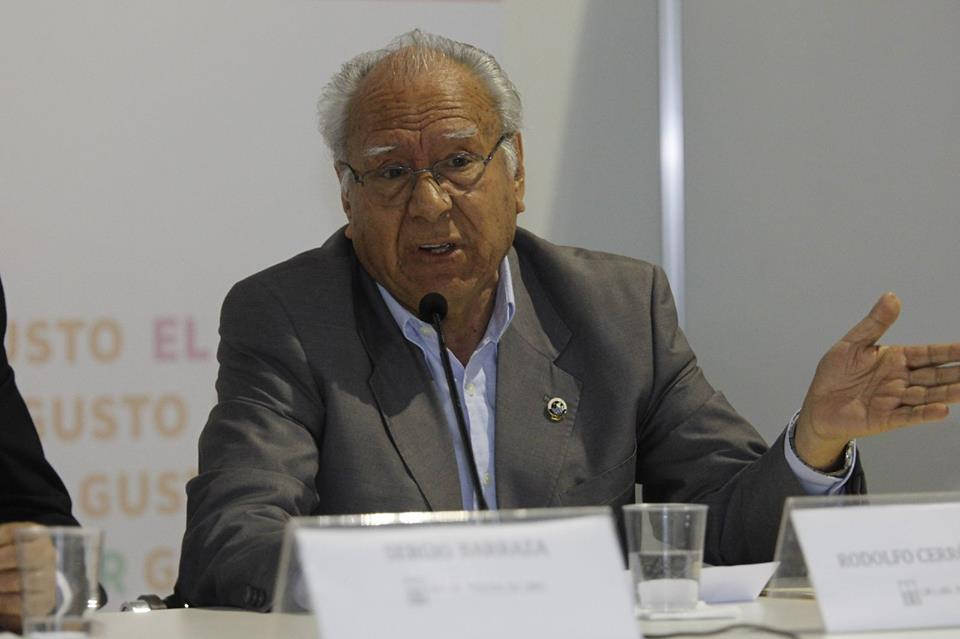
El juninense Rodolfo Cerrón Palomino destacado en la literatura y gramática quechua

- José Antonio Bravo (1937-2016): Principales obras son Barrio de Broncas, Karpat y La quimera del éxtasis. En 1973 obtuvo el premio nacional de novela con su obra Barrio de Broncas y finalista del Premio Internacional de Novela Rómulo Gallegos por la Quimera del éxtasis.

- Laura Riesco (1940): natural de Jauja y sus publicaciones son El truco de los ojos y Ximena de dos ojos.

- Rodolfo Cerrón Palomino (1940): Sus obras.- Las lenguas de los incas: el puquina, el aimara y el quechua, Frankfurt am Main: Peter Lang, (2013). Desde 1991 es miembro de la Academia Peruana de la Lengua española]]

- Isabel Córdova Rosas[13] (1950):su obra.- Narrativa de Junín, Literatura oral andina para niños, Pirulí, entre otros. Se Dedica al género infantil y juvenil, traducida a varios idiomas. La mayoría de sus publicaciones están ambientadas en Perú, principalmente en Junín. En 1990 su libro Pablo Neruda para niños fue seleccionado por el Banco del libro de Venezuela como uno de los mejores libros para niños publicados en español. Y fue finalista del Premio Edebé de literatura infantil y juvenil con el libro Zoo de verano.

## Siglo XXI
En Huancayo capital juninense aparecen las editoriales que se encargan de lleno en la literatura o cultura de las letras del departamento de Junín, Juan Suárez funda Acerva Ediciones con el cual salen a la luz nuevos autores, además de publicar un libro de su propia autoría y hasta el momento junto a Lexicom y Gato Negro son las principales casas editoras de Junín con sede en Huancayo. Mientras que en Tarma Héctor Meza funda Editorial Bahía Blanca lo mismo en Jauja y la presencia de editoriales independientes en la selva central en Chanchamayo y Satipo.
Desde finales de la década del 2000 se organiza la feria internacional del libro de Huancayo, La feria nacional del libro de Tarma, feria nacional del libro de Jauja y feria nacional del libro de Pichanaqui, provincia de Chanchamayo, éstas organizaciones culturales tuvo buen recibimiento por parte de los habitantes y salen a la luz nuevos autores, literaturas.
- Guillermo Camahualí (1954): Autor de Heroínas anónimas.

- Héctor Meza (1963): Autor de Los mataperros una novela autobigráfica ambientada en la Tarma de su niñez.

- Rina Soldevilla (1964):[15] Su obra.- Cuentos extraordinarios y Los ojos de Ignacio. Autora de literatura juvenil.

## Hemerografía
- Rivera Martínez, Edgardo (2012): País de Jauja. Lima: Punto de Lectura (Santillana S.A.) ISBN 978-612-4128-11-0
- Zapata, Roger A. (2004): "La modernidad andina en País de Jauja de Edgardo Rivera Martínez", A Contracorriente. Revista de Historia Social y Literatura en América Latina, Vol. 1, Nº 2, 2004, pp. 122-131. ISSN 1548-7083.
- Vienrich, Adolfo (2020): Tarma Pacha-Huaray. Azucenas quechuas (Nuna-shimi Chihuanhuai) (Bilingüe). Pakarina. ISBN 978-612-4297-43-4
- Gonzalo Espino Relucé 2007: Adolfo Vienrich: La inclusión andina y la literatura quechua. Lima. ISBN 9789972885648
- Camahualí, Guillermo (2020): Patrimonio literario y cultural tarmeño, Bicentenario. Lima. Zafiro. pp. 35. ISBN 978-612-48150-9-6
- Tauro del Pino, Alberto: Enciclopedia Ilustrada del Perú. Tomo 15. Artículo: SERAFÍN DELMAR. Lima, PEISA, 2001. ISBN 9972-40-164-1

## Enlaces Externos
- Datos: Q117282207
- Multimedia: Literature of Junín / Q117282207